# Salling
Pour les articles homonymes, voir Salling (homonymie).

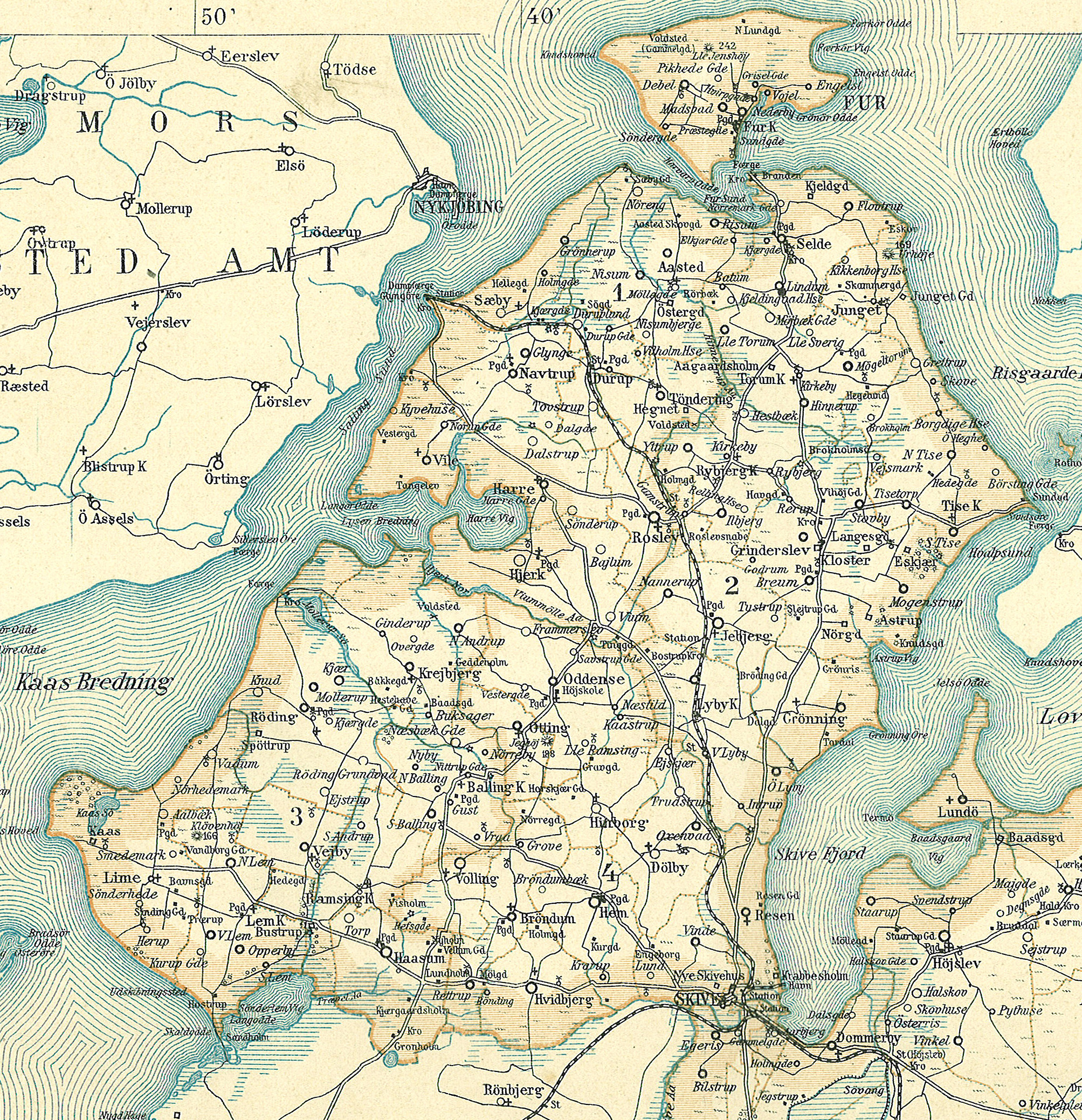
Une carte de la péninsule de Salling, vers 1900.

Salling est une péninsule danoise dans le Limfjord, au nord de la ville de Skive et du Jutland.
D'un point de vue purement géologique, Salling peut être considérée comme un îlot plutôt que comme une presqu'île, en raison des différences de composition des sous-sols.
Depuis 2007, Salling appartient à la nouvelle municipalité de Skive, qui se trouve dans la région du Jutland central.